# 公共経営修士（専門職）
公共経営修士（専門職）（こうきょうけいえいしゅうし せんもんしょく）は、公共経営の分野の学位のことである。
英語で'MPA'（Master of Public Administration）や'MPM'（Master of Public Management）と呼ぶ。日本では早稲田大学大学院政治学研究科公共経営専攻において公共経営修士（専門職）という専門職学位が置かれているのみだが、米国では公共政策大学院などで授与する一般的な学位である。
"Public Management"は「行政管理」と訳される傾向もあるが、「公共経営」と訳されることもある。他にも公共政策大学院の学位としては、公共政策修士（専門職）(MPP)などがある。
中国でも国家公務員研修・監督司が行政管理を専門とする公共経営修士を7万人育成する方針を掲げ、国務院学位委員会が同学位を新設することを承認した。
公共経営学修士とも称される場合がある。

## 学位取得者
- 青柳陽一郎（衆議院議員）
- 石川大我（参議院議員、元豊島区議会議員）
- 池田健三郎（経済評論家、公共政策調査機構理事長、元日本銀行）
- 小渕優子（元経済産業大臣、元内閣府特命担当大臣（原子力損害賠償・廃炉等支援機構、少子化対策、男女共同参画）、衆議院議員）
- 武田良太（国家公安委員会委員長、国土強靭化担当大臣、内閣府特命担当大臣（防災）、衆議院議員）
- 武井俊輔（衆議院議員、元外務大臣政務官、元宮崎県議会議員）
- 玉木雄一郎（衆議院議員、国民民主党代表）
- 中川俊直（衆議院議員）
- 東郷哲也（衆議院議員、元名古屋市会議員）
- 森学（前世田谷区議会議員）
- 元谷芙美子（株式会社アパホテル代表取締役社長）
- 井之上喬（株式会社井之上パブリックリレーションズ代表取締役社長・CEO）※博士（公共経営）
- 若宮清（ジャーナリスト）
- 清水克彦（文化放送プロデューサー）
- 秋吉久美子（女優）
- 遊魚静（声優、劇団遊魚たいむ主宰）※博士（公共経営）